# Hilke Rosenboom
Hilke Rosenboom (* 11. Mai 1957 auf Juist; † 15. August 2008 in Hamburg) war eine deutsche Journalistin und Schriftstellerin.

## Leben
Sie studierte in Kiel Linguistik und besuchte die Journalistenschule in Hamburg. 15 Jahre lang arbeitete sie als Reporterin beim Stern.
Seit 1995 veröffentlichte sie als freie Publizistin viele Romane für Erwachsene und Kinder. Sie war verheiratet, hatte zwei Kinder und lebte zuletzt in Hamburg und Ostfriesland.

## Werke
- Ein Pferd namens Milchmann. Carlsen, Hamburg 2005.
- Das falsche Herz des Meeres. cbj, München 2006.
- Der Sommer der dunklen Schatten. Carlsen, Hamburg 2006, ISBN 978-3-551-35558-4.
- Hund Müller. Carlsen, Hamburg 2007.
- Ferdi und Greta halten zusammen. Carlsen, Hamburg 2008.
- Ferdi und das Pferd aus Gold. Carlsen, Hamburg 2008.

Postume Erscheinungen
- Fabiola; Ein Hauch von Chaos. Arena, Würzburg 2008, ISBN 978-3-401-06225-9.
- Die drei vom Amazonasstübchen. Boje, Köln 2009.
- Wenn das kein Weihnachten ist! Boje, Köln 2009.
- Das Leben mit Supermom, Superpop und der australischen Baumkröte Urps. Boje, Köln 2009.
- Die Teeprinzessin. Weltbild, 2009, ISBN 978-3-8289-9741-7.
- Olli wird großer Bruder. Mit Bildern von Ute Krause. Boje, Köln 2010, ISBN 978-3-414-82097-6.
- unter dem Pseudonym Lia Norden gemeinsam mit Sylvia Heinlein, Katja Reider und Cornelia Franz: Vier Wahrheiten und ein Todesfall. Rowohlt, Reinbek 2011, ISBN 3-499-25524-3.

## Hörbücher
- Wayne und die Nacht der echten Cowboys. Gelesen von Rufus Beck, Der Audio Verlag (DAV), Berlin, 2008, ISBN 978-3-89813-764-5 (Lesung, 1 CD, 58 Min.)
- Wie die Kichererbsenprinzessin ihr Lachen zurückbekam. Gelesen von Helene Grass, Der Audio Verlag (DAV), Berlin, 2008, ISBN 978-3-89813-724-9 (Lesung, 1 CD, 60 Min.)
- Die drei vom Amazonasstübchen. Gelesen von Hans Peter Korff, Der Audio Verlag (DAV), Berlin, 2009, ISBN 978-3-89813-869-7 (Lesung, 1 CD, 61 Min.)
- Das Leben mit Supermom, Superpop und der australischen Baumkröte Urps. Gelesen von Katharina Thalbach, Der Audio Verlag (DAV), Berlin, 2009, ISBN 978-3-89813-908-3 (Lesung, 1 CD, 71 Min.)

## Auszeichnungen
- 2010: LesePeter des Monats Mai für das Kinderbuch Olli wird großer Bruder[2]